# Jadwiga Koszutska-Issat

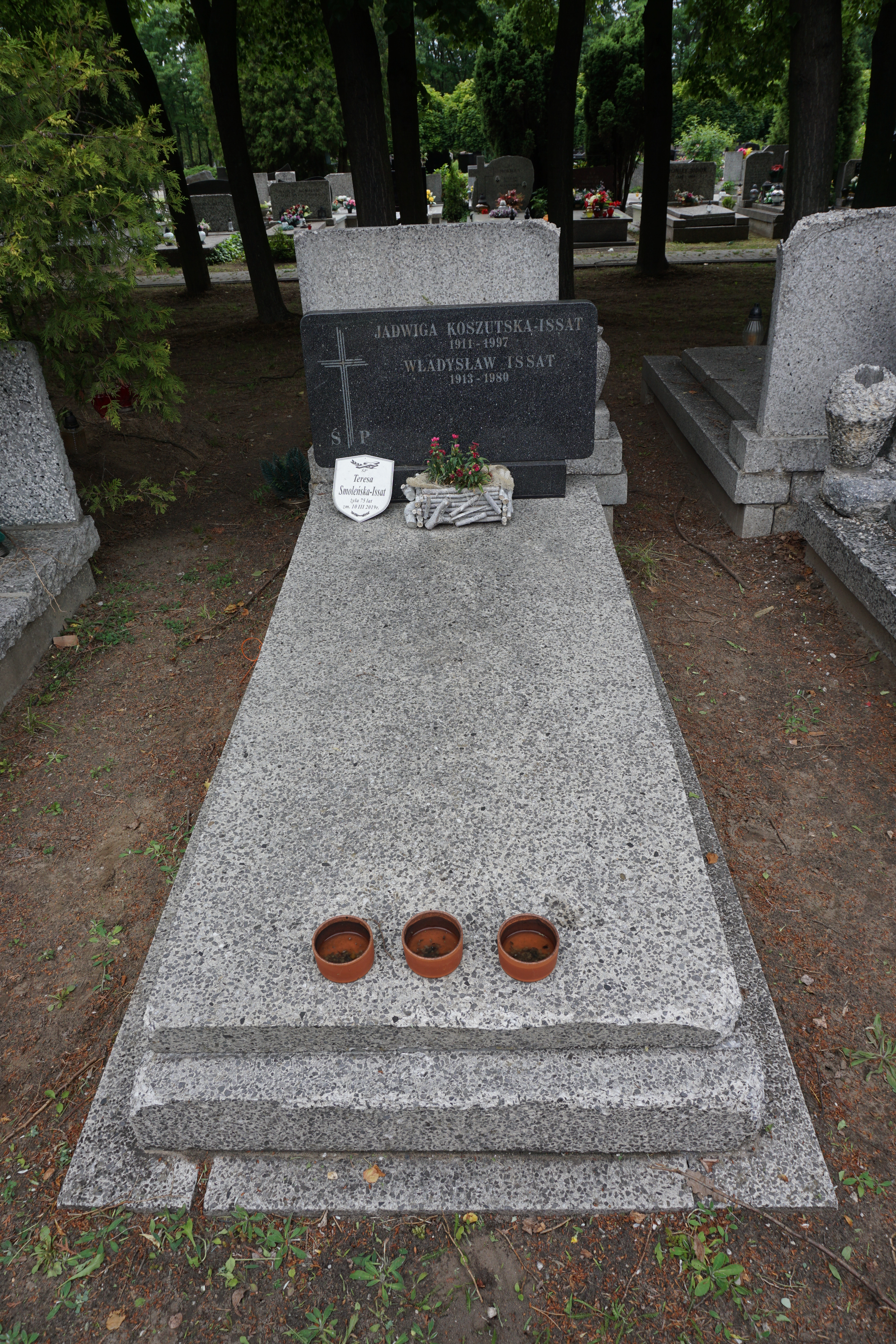
Grób Jadwigi Koszutskiej-Issat na cmentarzu komunalnym Północnym

Jadwiga Danuta Koszutska-Issat, ps. „Jaga” (ur. 25 listopada 1911 w Kaliszu, zm. 26 października 1997) – polska działaczka polityczna.

## Życiorys
Córka Bronisława, lekarza, działacza społecznego, późniejszego prezydenta Kalisza. Z zawodu była architektem. 1 maja 1938 została przyjęta jako pracownik kontraktowy do Państwowego Muzeum Archeologicznego.
Należała do PPR. Podczas powstania warszawskiego w stopniu porucznika była zastępcą szefa Oddziału III Organizacyjny Armii Ludowej, mjr. Pawła Kuźnickiego, jako komendantka Żeńskich Jednostek Wojskowych weszła w skład sztabu dowództwa staromiejskiego zgrupowanie AL, żoliborskiego zgrupowania AL, następnie w grupie wysłanej z Żoliborza do Puszczy Kampinoskiej. Udzielała się w służbie sanitarnej.
W latach 1974–1977 zasiadała w radzie redakcyjnej rocznika „Muzea Walki”.
Zmarła 26 października 1997. Została pochowana na cmentarzu komunalnym Północnym w Warszawie.
Jej siostrą była Wanda Koszutska (ur. 1909), z zawodu nauczycielka, również służąca w AL.

## Odznaczenia
- Krzyż Kawalerski Orderu Odrodzenia Polski (1952, na wniosek Zarządu Głównego Ligi Kobiet za zasługi w pracy zawodowej i społecznej)[11]
- Medal 10-lecia Polski Ludowej (1955, na wniosek Zarządu Głównego Robotniczej Spółdzielni Wydawniczej „Prasa”)[12]
- Tytuł Sprawiedliwy wśród Narodów Świata (1989)[13]